# Американски босилек
Ocimum americanum, известен като американски босилек или „сив босилек“, е едногодишна билка с бели или лавандулови цветя. Използва се за медицински цели. Въпреки подвеждащото име, той е местен вид в Африка, Индийския субконтинент, Китай и Югоизточна Азия. Видът е натурализиран в Куинсланд, Коледен остров и части от тропическа Америка.